# Peine de mort en Biélorussie

Application de la peine de mort en Europe :
Abolie pour tous les crimes
Légale et appliquée
Légale mais moratoire

La peine de mort en Biélorussie constitue le châtiment suprême dans ce pays. Elle s'exécute par une balle dans la nuque du condamné au moment où celui-ci ne s'y attend pas. La sentence est exécutée à la prison de Minsk.

## Situation politique et statistique
La Biélorussie est le seul pays européen à pratiquer la peine de mort à ce jour. Le choix de la peine appartient à un panel de trois personnes (un juge et deux jurés), elle doit être confirmée par la Cour suprême du pays et par le président avant d'être exécutée. Officiellement, la peine de mort n'est appliquée qu'aux hommes de 18 à 65 ans coupables de meurtre aggravé. Les condamnés ne peuvent faire appel de ce jugement, mais ont le droit de demander la grâce du président de la République.
En 1996, un référendum donne plus de huit Biélorusses sur dix en faveur du maintien de la peine de mort, même si à cette époque la perpétuité n'existe pas. Depuis 2006, le code pénal fait état de la nature temporaire de l'utilisation de la peine de mort. Le gouvernement biélorusse s'est abstenu lors du vote de la résolution de l'ONU 62/149 appelant à un moratoire sur la peine de mort en vue de son abolition. Selon le président de la cour constitutionnelle, la peine de mort ne peut être abolie autrement que par référendum. Le président Alexandre Loukachenko partage également cet avis. En janvier 2012, il déclare qu'il abolira la peine de mort dès que les États-Unis le feront.

## Procédure
Avant l'exécution, tous les condamnés à mort sont transférés au centre de détention no 1 de Minsk (СИЗО ou SIZO no 1). La méthode utilisée pour exécuter la sentence est l'exécution par tir. Le bourreau est un membre du Comité pour l'exécution des peines, qui choisit également la région où l'exécution aura lieu. Selon le livre L'escouade de la mort d'Oleg Alkayev, le jour de l'exécution le condamné est transporté dans un lieu secret où les autorités lui disent que tous les appels ont été rejetés. Le condamné a ensuite les yeux bandés et est conduit dans une pièce voisine où deux membres du personnel l’obligent à s’agenouiller devant une protection anti-balles. Le bourreau tire ensuite sur le condamné à l'arrière de la tête avec un pistolet Makarov PB 6P9 équipé d'un suppresseur. Selon Alkayev, « l'ensemble de la procédure, qui commence par l'annonce des appels rejetés et se termine par le coup de feu, ne dure pas plus de deux minutes ».

## Exécutions officielles depuis 1991
| Criminel            | Date            | Méthode(s)               | Crime(s)                                                               |
| ------------------- | --------------- | ------------------------ | ---------------------------------------------------------------------- |
| Sergueï Morozov     | 5 février 2008  | Exécution par arme à feu | Meurtre personnes après les avoir violées, et volées.                  |
| Valeri Gorbaty      | 5 février 2008  | Exécution par arme à feu | Meurtre personnes après les[Qui ?] avoir violées, et volées.           |
| Igor Dantchenko     | 5 février 2008  | Exécution par arme à feu | Meurtre personnes après les[Qui ?] avoir violées, et volées.           |
| Vassil Iazeptchouk  | 2010            | Exécution par arme à feu | Meurtre de six personnes âgées après les avoirs volées.                |
| Andreï Jouk         | 2010            | Exécution par arme à feu | Meurtre de deux personnes après les avoirs volées.                     |
| Oleg Grichkovets    | 20 juillet 2011 | Exécution par arme à feu | Meurtre en 2010 de trois personnes.                                    |
| Andreï Bourdyka     | 20 juillet 2011 | Exécution par arme à feu | Meurtre en 2010 de trois personnes.                                    |
| Dmitri Konovalov    | 18 mars 2012    | Exécution par arme à feu | Meurtre en 2011 de quinze personnes dans l'attentat du métro de Minsk. |
| Vladislav Kovalev   | 18 mars 2012    | Exécution par arme à feu | Meurtre en 2011 de quinze personnes dans l'attentat du métro de Minsk. |
| Aliaksandr Hrunou   | 4 novembre 2014 | Exécution par arme à feu | Meurtre en 2012 d'une étudiante en la poignardant avec un couteau.     |
| Syarhei Ivanou      | 18 avril 2016   | Exécution par arme à feu | Meurtre en 2013.                                                       |
| Siarhei Khmialeuski | 5 novembre 2016 | Exécution par arme à feu | Meurtre de trois personnes.                                            |
| Ivan Kulesh         | 5 novembre 2016 | Exécution par arme à feu | Meurtre de trois personnes.                                            |
| Henadz Yakavitski   | 5 novembre 2016 | Exécution par arme à feu | Meurtre                                                                |
| Syarhey Vostrykau   | 23 avril 2017   | Exécution par arme à feu | Meurtre                                                                |
| Kiryl Kazachok      | octobre 2017    | Exécution par arme à feu | Meurtre en 2016 de deux de ses enfants.                                |
| Viktar Liotau       | 16 mai 2018     | Exécution par arme à feu | Meurtre d'un co-détenu.                                                |
| Alyaksey Mikhalenia | 16 mai 2018     | Exécution par arme à feu | Meurtre en 2016 de ses voisins, un couple de retraités.                |
| Ihar Hershankou     | novembre 2018   | Exécution par arme à feu | Meurtre de retraités âgés dans le but d'acquérir leurs maisons.        |
| Syamyon Berazhny    | novembre 2018   | Exécution par arme à feu | Meurtre de retraités âgés dans le but d'acquérir leurs maisons.        |
| Alexandre Jilnikov  | 2019            | Exécution par arme à feu | Meurtre de trois personnes.                                            |